# Israel Dagg
Israel Dagg (ur. 6 czerwca 1988 w Marton) – nowozelandzki rugbysta występujący na pozycji obrońcy, zdobywca pucharu świata.

## Kariera klubowa
Dagg, który ukończył Lindisfarne College w Hastings, grał w rugby w lokalnym klubie Napier Pirate. Równocześnie był zawodnikiem Hawke’s Bay Rugby Union, dla której występował w drużynach do lat 16 i 19. W 2006 roku został pierwszym od 12 lat uczniem szkoły średniej, który został wybrany do reprezentowania „dorosłej” regionalnej drużyny Hawke’s Bay Magpies. Zadebiutował w spotkaniu przeciw Counties Manukau
Trzy lata później po raz kolejny dostrzeżono jego umiejętności i wysoką formę w National Provincial Championship, kiedy to został wybrany do występującej w lidze Super 14 drużyny Highlanders, z siedzibą w Dunedin na Wyspie Południowej. Zadebiutował w meczu z australijskimi Brumbies. W niebiesko-żółtych barwach Górali występował przez dwa sezony, w ciągu których zdobył 133 punkty w 25 spotkaniach. 111 spośród nich uzyskał w sezonie 2010, a złożyło się na nie 5 przyłożeń, 16 podwyższeń i 18 rzutów karnych.
Przed sezonem 2011 Dagg przeniósł się do Crusaders. Początek pobytu w nowym zespole był dla młodego obrońcy udany. Podtrzymał on formę z minionego sezonu, zdobywając 7 przyłożeń w 10 meczach. Jednak kolejne miesiące Dagg spędził na leczeniu urazu mięśnia czworogłowego uda, który w maju wykluczył go z drugiej części sezonu. W niej zaś Crusaders dotarli do finału, w którym wyeliminowali ich Queensland Reds.
Rok później drużyna z Canterbury odpadła w półfinale Super Rugby, w którym uległa 17–20 Chiefs z Waikato, późniejszym zwycięzcom całych rozgrywek. Dagg wystąpił w 17 meczach swojej drużyny, zdobywając w nich 5 przyłożeń.
Równolegle, w drugiej połowie każdego roku Dagg uczestniczy w meczach Hawke’s Bay. Liczba rozegranych przez niego spotkań w rozgrywkach prowincji waha od 1 do nawet 14 w zależności od sezonu. W latach 2007–2009 zespół Srok niespodziewanie trzy razy z rzędu docierał do półfinału Air New Zealand Cup, odpadając kolejno z Auckland i dwukrotnie z Canterbury.

## Kariera reprezentacyjna
W 2006 roku Dagg trafił do reprezentacji Nowej Zelandii do lat 18 (NZ Schools), a rok później znalazł się w składzie kadry na Mistrzostwa Świata U-19. Zawodnicy z Nowej Zelandii zdobyli wówczas złoto, jednak Dagg z powodu kontuzji nie mógł wziąć udziału w meczu finałowym (zastąpił go Ken Pisi).
W latach 2007–2008 Dagg występował także w reprezentacji Nowej Zelandii w rugby 7.
W seniorskiej reprezentacji piętnastek zadebiutował 12 czerwca 2010 roku po wyśmienitych występach w barwach Highlanders. Przeciwnikiem All Blacks w meczu rozgrywanym w New Plymouth była reprezentacja Irlandii. Swoje pierwsze przyłożenie w drużynie narodowej Dagg zdobył w spotkaniu z Południową Afryką po indywidualnej akcji. W sierpniu zdobył kolejne przyłożenie w meczu z tym samym rywalem. Uzyskane przez Israela punkty oznaczały zwycięstwo nad Springbokke, a jednocześnie triumf w kolejnej edycji Pucharu Trzech Narodów.
Poważna kontuzja mięśnia czworogłowego uda sprawiła, iż występ obrońcy Crusaders na Pucharze Świata stanął pod dużym znakiem zapytania. Pierwszy mecz w reprezentacji po niemal rocznej przerwie Dagg rozegrał 20 sierpnia, a trzy dni później znalazł się w 30-osobowym składzie na mistrzostwa. Podczas turnieju wystąpił w pięciu z siedmiu meczów All Blacks, w tym w zwycięskim finale z Francją. Dodatkowo zdobył pięć razy kładł piłkę w pilu punktowym, raz mniej niż zwycięzcy klasyfikacji przyłożeń, Chris Ashton i Vincent Clerc.